# Maria Gańczak
Maria Jolanta Gańczak (ur. 27 września 1956 w Szczecinie) – polska lekarka, profesor nauk medycznych, nauczyciel akademicki Pomorskiego Uniwersytetu Medycznego w Szczecinie, specjalności naukowe: choroby zakaźne, choroby wewnętrzne, epidemiologia. Od roku akademickiego 2019/2020 objęła stanowisko kierownika Katedry Chorób Zakaźnych Collegium Medicum Uniwersytetu Zielonogórskiego.

## Życiorys
W 1980 ukończyła studia na kierunku medycyna w Pomorskiej Akademii Medycznej w Szczecinie. Po studiach pracowała na macierzystej uczelni, jako asystent w Klinice Chorób Zakaźnych (1980–1992), w latach 1992–1996 w ZOZ Szkół Wyższych w Szczecinie. W 1986 uzyskała I stopień specjalizacji z chorób wewnętrznych, w 1990 II stopień specjalizacji z chorób zakaźnych. Na Wydziale Lekarskim PAM na podstawie rozprawy pt. Przydatność oznaczania aktywności beta-glukuronidazy w zapaleniach opon mózgowo-rdzeniowych i mózgu uzyskała w 1995 stopień naukowy doktora nauk medycznych w dyscyplinie medycyna w specjalności choroby zakaźne. W 2011 na Wydziale Lekarskim Pomorskiego Uniwersytetu Medycznego w Szczecinie na podstawie dorobku naukowego oraz pracy pt. Analiza wybranych czynników ryzyka zawodowych zakażeń HBV, HCV i HIV na przykładzie pielęgniarek oddziałów zabiegowych i oddziałów pomocy doraźnej otrzymała stopień doktora habilitowanego nauk medycznych w dyscyplinie medycyna w specjalności choroby zakaźne, epidemiologia. W 2019 prezydent RP Andrzej Duda nadał jej tytuł profesora w dziedzinie nauk medycznych i nauk o zdrowiu.
Od 2002 była adiunktem, później została profesorem nadzwyczajnym i profesorem Wydziału Nauk o Zdrowiu Pomorskiego Uniwersytetu Medycznego w Szczecinie oraz kierownikiem Zakładu Epidemiologii i Zarządzania tej uczelni. Od 2018 roku jest wiceprezydentem EUPHA Infectious Diseases Control (IDC) Section.